# 에너지 흡수반응

광합성과 같은 에너지 흡수반응은 구동하는 데 에너지를 필요로 하는 반응이다. 에너지 흡수는 "일의 형태로 에너지를 흡수"하는 것을 의미한다. 반응에 대한 활성화 에너지는 일반적으로 에너지 방출반응 (1)의 전체 에너지보다 크다. 에너지 흡수반응은 비자발적이다. 반응의 진행은 선으로 표시된다. 에너지 흡수반응 동안 깁스 자유 에너지의 변화(ΔG)는 에너지를 얻기 때문에 (2) 양(+)의 값이다.

에너지 흡수반응(영어: endergonic reaction)은 열화학에서 자유 에너지의 표준 변화가 양(+)인 화학 반응(자유 에너지의 순흡수가 있음)이며, 이 반응을 수행하려면 추가적인 추진력이 필요하다. 에너지 흡수반응(endergonic reaction)이라는 용어는 "안에(within)"를 의미하는 그리스어 "ἔνδον (endon)"과 "일(work)"을 의미하는 그리스어 "ἔργον (ergon)"에서 유래하였으며, 열을 흡수하는 비자발적인 반응(영어: nonspontaneous reaction), 불리한 반응(영어: unfavorable reaction)이라고도 불린다. 유용한 에너지의 총량은 음(-)이므로 (반응을 시작하는 데 받는 에너지보다 더 많은 에너지가 필요함) 총 에너지는 순 음(-)의 결과이다. 순 결과의 전반적인 이익은 에너지 방출반응을 참조한다. 이것을 표현하는 또 다른 방법은 반응이 일어나기 위해 유용한 에너지를 주변에서 실행 가능한 시스템으로 흡수해야 한다는 것이다.
일정한 온도와 압력 조건 하에서 이것은 표준 깁스 자유 에너지의 변화가 양(+)이 될 것임을 의미한다.
{\displaystyle \Delta G^{\circ }>0}
이것은 표준 상태(즉, 모든 시약의 표준 압력(1바) 및 표준 농도(1몰)에서)에서의 반응이다.
물질대사에서 에너지 흡수반응은 동화작용이며, 이는 에너지가 저장된다는 것을 의미한다. 많은 동화작용에서 에너지는 아데노신 삼인산(ATP)에 대한 반응을 짝지음으로써 공급되고 결과적으로 높은 에너지, 음(-)으로 하전된 무기 인산, 아데노신 이인산(ADP)를 생성한다.

## 평형 상수
반응에 대한 평형 상수는 ΔG° 와 관련이 있다.
{\displaystyle K=e^{-{\frac {\Delta G^{\circ }}{RT}}}}
여기서 T는 절대 온도이고, R은 기체 상수이다. 따라서 ΔG°가 양수 값임을 의미한다.
{\displaystyle K<1\,}
따라서 몰 화학양론적 양에서 시작하여 그러한 반응은 앞으로가 아니라 평형을 향해 뒤로 이동할 것이다.
그럼에도 불구하고 에너지 흡수반응은 본질적으로, 특히 생화학 및 생리학에서 매우 일반적이다. 세포에서 에너지 흡수반응의 예로는 단백질 합성, 신경 전도 및 근육 수축을 유도하는 Na+/K+ 펌프를 포함한다.

## 에너지 흡수반응을 위한 깁스 자유 에너지
우주의 모든 물리적 시스템 및 화학적 시스템은 열역학 제2법칙을 따르고 내리막 길, 즉 에너지를 방출하는 방향으로 진행된다. 따라서 자체적으로 물리적 시스템 또는 화학적 시스템은 열역학 제2법칙에 따라 시스템의 자유 에너지를 낮추고 일의 형태로 에너지를 소비하는 방향으로 진행된다. 이러한 반응은 자발적으로 일어난다.
화학 반응은 자발적이지 않은 경우 에너지 흡수반응이다. 따라서 이러한 유형의 반응에서 깁스 자유 에너지가 증가한다. 엔트로피는 깁스 자유 에너지의 모든 변화에 포함된다. 에너지 흡수반응은 엔트로피가 포함되지 않은 흡열 반응과는 다르다. 깁스 자유 에너지는 깁스 -헬름홀츠 방정식으로 계산된다.
{\displaystyle \Delta G=\Delta H-T\cdot \Delta S}
여기서
{\displaystyle T} = 절대 온도 (켈빈 단위(K)의 온도)
{\displaystyle \Delta G} = 깁스 자유 에너지의 변화
{\displaystyle \Delta S} = "{\textstyle \Delta S=\sum S({\text{Product}})-\sum S({\text{Reagent}})}"로서 298 K에서 엔트로피의 변화
{\displaystyle \Delta H} = "{\textstyle \Delta H=\sum H({\text{Product}})-\sum H({\text{Reagent}})}"로서 298 K에서 엔탈피의 변화
화학 반응은 깁스 자유 에너지가 증가할 때 비자발적으로 진행되며, 이 경우에 {\displaystyle \Delta G}는 양수이다. 에너지 방출반응에서 {\displaystyle \Delta G}는 음수이고, 에너지 흡수반응에서 {\displaystyle \Delta G}는 양수이다.
{\displaystyle \Delta _{\mathrm {R} }G<0} 에너지 방출반응
{\displaystyle \Delta _{\mathrm {R} }G>0} 에너지 흡수반응
여기서 {\displaystyle \Delta _{\mathrm {R} }G}는 화학 반응의 완료 후의 깁스 자유 에너지의 변화와 같다.

## 에너지 흡수반응이 일어나게 하기
에너지 흡수반응은 에너지 방출반응(안정성 증가, 자유 에너지의 음의 변화)에 의해 당겨지거나 밀릴 경우 달성될 수 있다. 물론 모든 경우에 전체 시스템의 순반응(연구 중인 반응에 끌어당기거나 밀어내는 반응을 더한 것)은 에너지 방출반응이다.

### 당김
반응의 생성물이 후속적인 에너지 방출반응에 의해 빠르게 제거되는 경우 시약은 에너지 흡수반응에 의해 당겨질 수 있다. 따라서 에너지 방출반응의 생성물의 농도는 항상 낮게 유지되므로 반응이 진행될 수 있다.
이것의 전형적인 예로는 전이 상태를 통해 진행되는 반응의 첫 번째 단계가 있다. 전이 상태에 대한 활성화 에너지 장벽의 꼭대기에 도달하는 과정은 에너지 흡수적이다. 그러나 전이 상태에 도달했기 때문에 반응이 진행될 수 있으며, 에너지 방출 과정을 거쳐 보다 안정적인 최종 생성물로 빠르게 전환된다.

### 밀어냄
에너지 흡수반응은 공유하는 중간생성물을 통해 강력하게 에너지 방출적인 다른 반응과 짝지어져서 밀어내어 질 수 있다.
이것은 보통 생물학적 반응이 진행되는 방식이다. 예를 들어, 그 자체로 반응이 일어나기에는 너무 에너지 흡수적일 수 있다.
{\displaystyle X+Y\longrightarrow XY}
그러나 ATP를 ADP와 무기 인산으로 분해하는 ATP → ADP + Pi와 같은 강력한 에너지 방출반응과 짝지어져서 에너지 흡수반응을 일어나게 할 수 있다.
{\displaystyle X+{\mathit {ATP}}\longrightarrow {\mathit {XP}}+{\mathit {ADP}}}
{\displaystyle {\mathit {XP}}+Y\longrightarrow {\mathit {XY}}+P_{i}}
ATP의 가수분해가 에너지 흡수반응을 일으키는 데 필요한 자유 에너지를 공급하는 이러한 종류의 반응은 생화학에서 매우 일반적이며, ATP는 보통 살아 있는 생물체의 "보편적인 에너지 화폐"로 불린다.

## 예
에너지 흡수반응은 자체적으로 일어나지 않는 모든 과정들이 포함되며, "일어나기를 원하지 않는다"라고 말할 수 있다. 매우 간단하고 쉽게 시각화할 수 있는 예는 절대 완성하고 싶지 않은 책상 구석에 쌓여 있는 엄청난 양의 서류 더미일 수 있다. 또는 보다 더 과학적인 예로 완전히 평평한 표면에서 앞으로 나아가는 자동차를 들 수 있다. 외부 투입 없이 자연적으로 완료되지 않는 모든 화학적 과정들은 에너지 흡수반응을 구현한다. 이러한 외부 투입은 화학적 촉매가 하나로 간주되기 때문에 항상 물리적이거나 가시적일 필요가 없으며 반응이 일어나기 위해 촉매가 필요한 경우, 이는 에너지 흡수반응이다.
다음은 에너지 흡수반응의 몇 가지 과학적 예이다.
1. 실온에서 물이 어는 것 (실온보다 낮아야 함)
2. 물이 기체상의 수소와 산소로 분해(전기분해)되는 것 (추가적인 전류가 필요함)
3. 광합성 (태양 에너지가 필요함)
4. 산소로부터 오존(O3)의 형성 (태양의 자외선이 필요함)

## 같이 보기
- 에너지 방출반응
- 발열 과정
- 흡열 과정
- 발열 반응
- 흡열 반응
- 온혈동물